# ألبرتو جوزيه غونزاليس
ألبرتو جوزيه غونزاليس (بالإسبانية: Alberto José González Pedraza)‏ هو ملحن إسباني، ولد في 29 يوليو 1972 في برشلونة في إسبانيا.

## وصلات خارجية
- ألبرتو جوزيه غونزاليس على موقع ميوزك برينز (الإنجليزية)